# فلوري ماريوس
فلوري ماريوس (بالفرنسية: Fleury Marius Seive)‏ هو مصور فرنسي، ولد في 17 مايو 1896 في 1st arrondissement of Lyon ‏ في فرنسا، وتوفي في 15 مايو 1972 في ليون في فرنسا.